# WAR-Datei (KDE)
WAR-Datei ist ein Dateiformat, das vom Webbrowser Konqueror verwendet wird.
Nach der Spezifikation vom KDE-Team ist eine Datei dieses Formats ein „Tarball“ (eine tar.gz-Datei) einer statischen Webseite, das es ermöglicht, eine Webseite offline genauso zu betrachten, als ob man sie online betrachten würde. Dateien dieses Formats werden hauptsächlich vom Webbrowser Konqueror verwendet.